# سفارت افغانستان در مسکو
سفارت افغانستان در مسکو (پشتو: په مسکو کې د افغانستان د اسلامی جمهوریت لوی سفارت) ماموریت دیپلماتیک جمهوری اسلامی افغانستان در فدراتیف روسیه است. سفارت افغانستان در خیابان ۴۲ پوارسکایا (روسی: Поварская ул., 42) در منطقه آربات شهر مسکو واقع شده است.